# Adalbert II. (Tuszien)
Adalbert II. genannt der Reiche († 10./19. September 915) war Markgraf von Tuszien. Er war der Sohn des Markgrafen Adalbert I. von Tuszien und dessen zweiter Ehefrau Rothilde von Spoleto.

## Leben
Am 27. Mai 884, dem Tag des letzten bezeugten Auftretens seines Vaters (in der Gründungsurkunde für das Kloster Aulla), führte er den Titel eines Grafen; zwischen 884 und dem 27. Mai 889, an dem er in einer Urkunde vom italienischen König Guido von Spoleto zum ersten Mal als Markgraf erschien, trat er das Erbe seines Vaters als Graf und Herzog von Lucca und Markgraf von Tuszien an.
Er heiratete zwischen etwa 895 und 898 Bertha von Lotharingien (* wohl 863; † 8. März 925), die Tochter des Königs Lothar II. und Witwe des Grafen Theobald von Arles († zwischen Juni 887 und um 895).
Adalbert und Bertha hatten (mindestens) drei Kinder:
- Guido (Wido), † 928/929, 915–928/929 Graf und Herzog von Lucca und Markgraf von Tuszien, 916-wohl 920 in Mantua gefangen; ⚭ 924/925 Marozia, „senatrix et patricia Romanorum“, † 932/937 in Gefangenschaft
- Lambert, † nach 938, 928/929–931 Graf und Herzog von Lucca und Markgraf von Tuszien, 931 von seinem Halbbruder Hugo von Vienne (Bosoniden) geblendet, der Tuszien danach an seinen Bruder Boso gab
- Ermengarde, † 29. Februar nach 932; ⚭ um 915 Adalbert I. der Reiche, Markgraf von Ivrea, † wohl 923 (Haus Burgund-Ivrea)

Adalbert II. wurde in der Kathedrale von Lucca beerdigt. Seine Witwe Bertha übernahm für den Sohn und Erben Guido die Regentschaft.